# Sulfuro de sodio
El sulfuro de sodio o sulfuro de disodio, es un compuesto químico de fórmula Na2S. Cuando se obtiene puro por cristalización, se presenta como cristales hidratados con nueve moléculas de agua, Na2S·9H2O aunque, bajo determinadas condiciones, también se puede obtener en forma pentahidratada, Na2S·5H2O.  Tanto las sales anhidras como las hidratadas son sólidos cristalinos incoloros, aunque el sulfuro de sodio para uso técnico o industrial, suele tener color amarillento o rojizo debido a la presencia de polisulfuros que se forman durante el proceso de síntesis. Este sulfuro de sodio de grado técnico habitualmente se suministra como una masa cristalina, en forma de escamas o como un bloque sólido. Todos los sulfuros de sodio, independiente del grado de hidratación, son solubles en agua. Al tratarse de la sal de un ácido muy débil, el ácido sulfhídrico, sus disoluciones acuosas tienen carácter básico. Debido a ello, cuando se expone a la humedad del aire reacciona con el agua, formando sulfuro ácido de sodio.
Algunas muestras comerciales se especifican como Na2S·x H2O, con indicación del porcentaje en peso de Na2S. Los grados de riqueza comúnmente disponibles tienen alrededor de 60% de Na2S en peso, lo que significa que x es alrededor de 3. Estos grados de sulfuro de sodio a menudo se comercializan como "escamas de sulfuro de sodio". Estas muestras consisten en NaHS, NaOH y agua.

## Estructura
Las estructuras cristalinas de los sulfuros de sodio se han determinado mediante cristalografía de rayos X. El nonahidrato presenta el ion S2- unido por enlace de hidrógeno a 12 moléculas de agua.  El pentahidrato está formado por iones S2- unidos a Na + y encerrados por una serie de enlaces de hidrógeno.  El Na2S anhidro, adopta la estructura antifluorita,  lo que significa que el ion Na+ ocupa sitios del fluoruro en el marco de CaF2, y los iones S2−, más grandes ocupan los sitios que corresponderían al  Ca2+.

## Obtención
A nivel industrial, el Na2S se produce mediante reducción carbotérmica del sulfato de sodio, generalmente mediante el empleo de carbón: 
{\displaystyle {\ce {Na2SO4 + 2C -> Na2S + 2CO2}}}
En el laboratorio, la sal se puede preparar por reducción de azufre con sodio, bien en amoniaco anhidro o bien en tetrahidrofurano (THF) seco en presencia de  naftaleno que actúa como catalizador:
{\displaystyle {\ce {2Na + S -> Na2S}}}

## Reactividad inorgánica
El ion sulfuro proveniente del sulfuro de sodio (o de cualquier otra sal soluble del sulfuro de hidrógeno) puede incorporar un protón a la sal mediante protonación:
{\displaystyle {\ce {S^2- + H+ -> HS-}}}
Debido a esta captura del protón ( H+), el sulfuro de sodio tiene carácter básico y es capaz de tomar dos protones. Su ácido conjugado es el  sulfuro ácido de sodio (HS- ). Debido  las reacciones de hidrólisis, las soluciones acuosas  de sulfuro de sodio contiene una proporción importante  de iones de sulfuro ácido (sulfuro monoprotonado, HS-).
{\displaystyle {\ce {S^2- + H2O <=> HS- + OH-}}}
{\displaystyle {\ce {HS- + H2O <=> H2S + OH-}}}
El sulfuro de sodio es inestable en presencia de agua debido a la pérdida gradual de sulfuro de hidrógeno que es emitido a la atmósfera, dada la poca solubilidad de este gas en el agua (la concentración de saturación es de aproximadamente 3,5 g/L). 
Cuando se calienta con oxígeno y dióxido de carbono, el sulfuro de sodio puede oxidarse a carbonato de sodio y dióxido de azufre :
{\displaystyle {\ce {2Na2S + 3O2 + 2CO2 -> 2Na2CO3 + 2SO2}}}
La oxidación con peróxido de hidrógeno produce sulfato de sodio : 
{\displaystyle {\ce {Na2S + 4H2O2 -> 4H2O + Na2SO4}}}
Tras el tratamiento con azufre se forman polisulfuros de sodio :
{\displaystyle {\ce {2Na2S + 8S -> 2Na2S5}}}

## Reactividad orgánica
El sulfuro de sodio puede alquilarse al reaccionar con compuestos orgánicos halogenados para formar tioéteres.
{\displaystyle {\ce {Na2S + 2RX -> R2S + 2NaX}}}
Esta reacción también la pueden dar los haluros de arilo y mediante un proceso similar, el sulfuro de sodio puede reaccionar con alquenos para formar tioéteres. El sulfuro de sodio se puede utilizar como nucleófilo en reacciones de tipo Sandmeyer.
También  actúa como agente reductor, pues en solución acuosa de sulfuro de sodio es capaz de  reducir los grupos nitro a amina. Esta conversión se aplica a la producción de algunos colorantes azoicos, ya que otros grupos reducibles, como por ejemplo, el grupo azo, permanecen intactos. La reducción de compuestos nitro aromáticos a aminas utilizando sulfuro de sodio se conoce como la reacción de Zinin en honor a su descubridor. El sulfuro de sodio hidratado reduce los derivados del 1,3-dinitrobenceno a 3-nitroanilinas. Por último, el sulfuro también se ha empleado en aplicaciones fotocatalíticas.

## Aplicaciones comunes
El sulfuro de sodio tiene múltiples aplicaciones industriales, especialmente en la industria papelera y textil, donde se aprovechan sus propiedades reductoras para modificar las propiedades de las fibras. En la industria papelera se utiliza en el proceso de kraft, para eliminar la lignina de la madera y obtener la pulpa de celulosa para la elaboración del papel, mientras que en la industria textil se emplea como agente reductor durante el teñido y procesamiento de fibras y para facilitar la penetración de los colorantes durante el proceso de teñido. También se utiliza en procesos de desinfección y limpieza de fibras.
En otras áreas industriales, también se emplea en la manufactura del cuero se emplea para eliminar el pelo y otros componentes orgánicos no deseados y en otros procesos de preparación de las pieles y en la síntesis de compuestos orgánicos para la elaboración de productos farmacéuticos, en la producción de productos químicos para el caucho, tintes de azufre y otros compuestos químicos.
También se utiliza en el tratamiento del agua como precipitante de metales pesados, con los que forma sulfuros de muy baja solubilidad, lo que facilita su eliminación, permitiendo que el agua tratada cumpla con los estándares ambientales. Por último, en la industria minera se emplea para la flotación de minerales metálicos, facilitando la separación de metales útiles como el cobre, plomo y zinc. Además, se utiliza en la purificación de minerales mediante la precipitación de impurezas, optimizando los procesos de extracción y mejorando la calidad del mineral.